# Het monster Trotteldrom
Tom Poes en het monster Trotteldrom of kortweg Het monster Trotteldrom is het 107de verhaal uit de Bommelsaga, geschreven en getekend door Marten Toonder. Het verhaal verscheen voor het eerst op 4 augustus 1964 en liep tot 16 oktober van dat jaar. Thema: Massa-psychose.
Blijkens zijn autobiografie had Marten Toonder een afkeer van massa's en groepen en het daarin opduikende groepsdenken. Het thema komt in meerdere verhalen voor.

## Samenvatting
Heer Bommel leest uit de krant voor over het onbekende eiland Trottel. Op dat moment komt Tom Poes door het openstaande raam vragen of zijn vriend niet eens zin heeft om weer een zeereisje te gaan maken. Heer Bommel vindt echter kapitein Wal Rus te druk voor een rustige vakantie. Juist op dat moment ziet Tom Poes de gezagvoerder uit een taxi stappen bij het slot Bommelstein. Hij komt Travelijn Trot afleveren, afkomstig van het eiland Trottel. Deze eilandbewoner zoekt hulp voor zijn bedreigde notenhandel. Tom Poes treft het dat hij met de kapitein mee mag naar dit eiland Trottel. Maar heer Bommel weigert mee op reis te gaan. Onderweg vertelt de kapitein aan Tom Poes over het monster, een soort zeeslang, een reuzenworm, die slecht is voor de trottelnotenhandel.
De kapitein heeft belang in de verscheping van trottelnoten vanaf het eiland. Bij aankomst legt hij Tom Poes uit dat de woondozen van de Trottels niet mooi zijn. Maar makkelijk te herbouwen na verwoesting door het monster. En de helft van de eilandbewoners is bouwvakker. De bewoners van Trottel hebben een hoge mate van democratie en zijn volgens eigen zeggen 'voorgeraakt'. Het enige dat ze niet aankunnen is een monster dat op gezette tijden een spoor van verwoesting achterlaat op het eiland. Zo gaat hun handel eraan. Travelijn Trot legt uit dat er nooit ruzie is en dat er nooit meningsverschillen zijn op zijn eiland, want de meerderheid heeft immers altijd gelijk.
Het monster slaat een paar keer toe, maar uiteindelijk 
constateren zij: "De meerderheid heeft ontdekt dat wijzelf het monster zijn. Wij zijn een voorgeraakt volk, eendrachtig en eensgezind. Hoe komen we zo gek?" Tom Poes antwoordt de Trotten dat zoiets komt door de eendracht. "Een menigte wordt altijd een monster dat ervan houdt dingen kapot te maken en zo."
De Trotten gaan vervolgens snel aan het werk. De Trottelnoten worden verzameld en het schip beladen. Smoris Trot krijgt voortaan de beschikking over een brandspuit als Trotteldrom-bestrijder. Hij moet ingrijpen bij het geringste voorgevoel. De kapitein serveert de afsluitende maaltijd op het schip. Snert met spek en roggebrood. Als dank zegt heer Bommel: "Proost Tom Poes, op je gezondheid!"

## Voetnoot
1. ↑  "Trottel" zou verklaard kunnen worden uit: (en)  to trot = draven, dribbelen, (de)  der Trottel = de dwaas
2. ↑  Dit komt ook voor in het verhaal De schoonschijners.

## Hoorspel
- Het monster Trotteldrom in het Bommelhoorspel